# Adhemarius jamaicensis
Adhemarius jamaicensis är en fjärilsart som beskrevs av Rothschild och Jordan 1915. Adhemarius jamaicensis ingår i släktet Adhemarius och familjen svärmare. Inga underarter finns listade i Catalogue of Life.